# Distrito electoral de Endicott (condado de Jefferson, Nebraska)
Endicott (en inglés: Endicott Precinct) es un distrito electoral ubicado en el condado de Jefferson en el estado estadounidense de Nebraska. En el Censo de 2010 tenía una población de 217 habitantes y una densidad poblacional de 2,33 personas por km².

## Geografía
Endicott se encuentra ubicado en las coordenadas 40°2′45″N 97°5′18″O / 40.04583, -97.08833. Según la Oficina del Censo de los Estados Unidos, Endicott tiene una superficie total de 93.04 km², de la cual 91.5 km² corresponden a tierra firme y (1.65%) 1.54 km² es agua.

## Demografía
Según el censo de 2010, había 217 personas residiendo en Endicott. La densidad de población era de 2,33 hab./km². De los 217 habitantes, Endicott estaba compuesto por el 99.54% blancos y el 0.46% pertenecían a dos o más razas. Del total de la población el 1.84% eran hispanos o latinos de cualquier raza.